# Bartholomäus Westheimer
Bartholomäus Westheimer (Pforzheim, 1499 – Horbourg-Wihr, 1567) è stato un teologo riformato tedesco.

## Biografia
Dopo aver studiato con Johann Sapidus a Schlettstadt, in Alsazia, si laureò nell'Università di Heidelberg. Visse qualche tempo in Lorena, nel 1525, poi a Rastatt e in Svevia, entrando in contatto con il circolo dei teologi riformati di Johann Brenz e di Dietrich von Gemmingen. Verso il 1527 fece il correttore di bozze a Basilea, dove pubblicò le sue prime opere teologiche. Presa la cittadinanza della città svizzera nel 1531, sposò l'ex-suora Juliane Schlierbach e con Bartholomäus Stehle mise su una tipografia. Durante alcuni suoi viaggi d'affari, fece la conoscenza a Strasburgo del teologo Konrad Hubert con il quale rimase sempre in corrispondenza.
Divenne pastore di Therwil, vicino a Basilea, nel 1546, e nel 1547 di Mülhausen. Tornò a Basilea nel 1551, dove fu immatricolato nell'Università. Nel 1553 fu chiamato a reggere la chiesa di Horbourg, vicino a Colmar. Fu ancora brevemente predicatore a Montbéliard, in Borgogna, per tornare definitivamente a Horbourg.
Westheimer fu un teologo che, unendo scienza e umanesimo, cercò di dimostrare, attraverso la cura filologica dei suoi commenti biblici e le fonti patristiche, che la Riforma costituisce effettivamente un ritorno allo spirito della Chiesa primitiva.

## Opere
- Tropi insigniores veteris atque Novi Testamenti, Basel 1527
- Bibliorum phrasis sanctae, ex piis iuxta ac eruditis theologorum lucubrationibus, Hagenau 1528
- Farrago concordantium insignium totius sacrae Bibliae, Basel 1528
- Collectanea communium troporum sacrosanctae scripturae, Basel 1530
- Conciliatio Sacrae Scripturae et Patrum, Basel 1536
- Liber ecclesiasticorum carminum, Basel 1536
- Phrases seu modi loquendi divinae scripturae, Antwerpen 1536
- Libri tres ton antikeimenon, Köln 1536
- Troporum theologicorum liber, Basel 1540
- In testamenti novi maiorem partem, hoc est in Evangelia et epistolas Pauli omnes, poemata collecta et aedita, Basilea 1542
- Troporum schematum, idiomatumque communium liber ex omnibus orthodoxis ecclesiae patribus collectus, Basilea 1551
- Conciliatio ac consensus sacrosanctae scripturae et patrum orthodoxorum, Zürich 1552
- Conciliatio patrum et conciliorum et decretorum cum sacra scriptura, Zürich 1563
- Troporum, schematum, idiomatumque communium liber, Basel 1561
- In omnes psalmos Davidis explicationes, Basel 1566